# معمار زندان
معمار زندان یک بازی ویدئویی شبیه‌ساز ساخت و ساز و مدیریت یک زندان خصوصی است. این بازی توسط اینتروورژن سافت‌ویر عرضه شده‌است. این بازی توسط سرمایه‌گذاری جمعی به صورت پیش خرید و در نسخه آلفا در ۲۵ سپتامبر ۲۰۱۲ منتشر شد که با به روزرسانی‌های سه تا چهار هفتگی به صورت منظم به روز می‌شد. با بیش از ۱۰۰۰۰۰۰ نسخه فروش، مهندس زندان، بیش از ۱۰/۵ میلیون دلار آمریکا در نسخه آلفا به صورت پیش خرید فروش داشت. معمار زندان در سال ۲۰۱۲ یکی از شرکت کنندگان در جشنواره بازی‌های مستقل بود.
این بازی در استیم و در حالت دسترسی زودهنگام در دسترس بود و به‌طور رسمی در ۶ اکتبر ۲۰۱۵ منتشر شد.

## روند بازی
این بازی یک بازی دوبعدی است که از نمای بالا روایت می‌شود، اما قابلیت سه‌بعدیسازی بازی به‌طور اختیاری وجود دارد. این بازی در سبک شبیه‌ساز ساخت و ساز و مدیریت است که بازیکن باید در آن یک زندان را ساخته و مدیریت کند. بازیکن می‌بایست با توجه به بودجه خود، سلول‌هایی را بسازد و تلاش کند امکانات آن‌ها را هر چه بیشتر کند، اتاق‌هایی همچون غذاخوری یا آشپزخانه و… را بسازد یا کارمندانی همچون سرپرست زندان، پاسبان، کارگر، آشپز، باغبان و… را استخدام کند. بازیکن باید برای دسترسی به جنبه‌های بیشتر بازی، کارمندان را استخدام کند. بازیکن همچنین می‌تواند مسئول امور مالی، وکیل، رئیس بخش امنیتی یا سرپرست کارگران را استخدام کند که هر کدام از آن‌ها نیازمند تحقیقات و استخدام نفراتی دیگر هستند. بازیکن در بازی در نقش یک معمار و یک سرپرست ظاهر می‌شود، به‌طوری‌که پس از بازکردن ویژگی ریز مدیریت (Micromanagement) بازیکن دارای قابلیت‌های متفاوت مدیریتی می‌شود، به‌طور مثال می‌تواند انتخاب کند که کدام آشپزخانه برای کدام غذاخوری غذا بپزد. بازیکن می‌تواند کلاس‌های متفاوتی را برای زندانیان بگذارد تا مقدار جرم و جنایت زندانیان کم شود. برای مثال کلاس‌های امنیت در کارگاه می‌تواند زندانیان را به کار در کارگاه مشغول کند. بازیکن به زندانیان می‌گوید که در هر ساعتی کدام گروه از زندانیان باید چه کاری انجام دهند. این بازی از بازی‌های Dwarf Fortress, Dungeon Keeper و Theme Hospital الهام می‌گیرد.
در اولین انتشار رسمی (غیر بتا) دو حالت جدید بازی، یعنی حالت آموزشی و حالت فرار معرفی شد، که در حالت فرار بازیکن کنترل یک زندانی را به دست می‌گیرد.

## توسعه
معمار زندان توسط استودیو بریتانیایی بازی‌های ویدئویی، اینتروورژن سافت‌ویر ساخته شد. خبر ساخت این بازی، برای اولین بار، در اکتبر ۲۰۱۱ و پس از گذشت مدت کوتاهی از معوق شدن بازی شبیه‌ساز بانک دزدی اینتروورژن سافت‌ویر یعنی خرابکاری (به انگلیسی: Subversion) منتشر شد. بازی برای اولین بار در ۲۵ سپتامبر ۲۰۱۲ و به عنوان نسخه آلفا در دسترس قرار گرفت. بعد از آن این بازی به روش سرمایه‌گذاری جمعی و با پیش خرید در دو هفته نزدیک به ۸۰۰۰ نسخه معادل ۲۷۰۰۰۰ دلار آمریکا فروخت. سازنده و توسعه‌دهنده این بازی، مارک موریس، توضیح داد که درآمد حاصل از پیش فروش کاملاً کافی بوده و به آن‌ها اجازه داده بدون هیچ محدودیت زمانی نسخه آلفا را عرضه کنند. تا دسامبر ۲۰۱۳، این بازی ۹ میلیون دلار آمریکا فروش داشت. پس از آن بازی ۳۷ به روزرسانی عمده دریافت کرد که آخرین آن‌ها در ۲۹ آوریل ۲۰۱۶ بود.
اینتروورژن سافت‌ویر همچنین اعلام کرد که نسخه موبایل این بازی در دست توسعه است و نسخه رایانه شخصی این بازی رسماً در ۶ اکتبر ۲۰۱۵ عرضه می‌شود. در ویدئو معرفی سی‌امین نسخه آلفا این بازی، توسعه دهندگان تأیید کردند که نسخه اندروید و آی‌اواس این بازی در اکتبر ۲۰۱۵ هم‌زمان با رونمایی از نسخه رسمی رایانه شخصی انتشار می‌یابد. توسعه دهندگان با ارسال یک توییت در ۲۱ مارس ۲۰۱۳ گفتند:"من حدس می‌زنم معمار زندان در آینده برای آی‌پد عرضه نخواهد شد! تو شکست خوردی اپل."آنها در این توییت یک لینک به مقاله سایت پاکت گیمر با تیتر "Apple's war on serious games" داده بودند.
اینتروورژن در ۲۰ ژانویه ۲۰۱۶ اعلام کرد که شرکت Double Eleven Limited بازی را برای اکس‌باکس ۳۶۰، اکس‌باکس وان و پلی‌استیشن ۴ در سه‌ماهه دوم سال ۲۰۱۶ عرضه خواهد کرد. در سپتامبر ۲۰۱۸، معمار زندان تحت برنامه ایکس‌باکس لایو گلد منتشر شد.
در ۲۶ اوت ۲۰۱۶ و همزمان با عرضه نسخه دو این بازی، اینتروورژن اعلام کرد که به‌روزرسانی‌های بعدی فقط برای رفع مشکلات فعلی بازی خواهد بود و محتوای جدیدی به بازی اضافه نخواهد کرد، چرا که توسعه دهندگان قصد کار روی عنوان جدیدشان، یعنی اسکنر سومبر را داشتند.
با وجود عرضه بازی اسکنر سومبر از سوی اینتروورژن سافت‌ویر در آوریل ۲۰۱۷، این شرکت پشتیبانی از معمار زندان را متوقف نکرد. دلیل این امر احتمالاً مربوط به فروش کم اسکنر سومبر است. به‌روزرسانی های متفاوتی برای معمار زندان عرضه شد، که شامل اضافه شدن راه های تازه‌ای برای فرار زندانیان می‌شد. در نهایت و در ۴ سپتامبر ۲۰۱۸، به‌روزرسانی شانزدهم این بازی عرضه، و حالت چندنفره آن معرفی شد.

## امتیازات
پس از انتشار کامل این بازی، معمار زندان نمرات خوبی را دریافت کرد. در سایت متاکریتیک، از ۱۰۰ نمره، امتیاز ۸۳ را گرفت. آی‌جی‌ان از ۱۰ نمره به آن ۸٫۳ داد و گفت:" معمار زندان یکی از مهمترین، دقیق‌ترین و رضایت بخش‌ترین بازی‌هایی است که در دوره‌های اخیر در سبک ساخت و ساز منتشر شده‌است، البته اگر بتوانید به شروع دوباره بازی [از ابتدا] عادت کنید. در ۷ آوریل ۲۰۱۶، معمار زندان برنده جایزه بفتا ۲۰۱۶ در دسته بازی ماندگار شد. معمار زندان همچنین در جایزه بفتا ۲۰۱۶ نامزد دسته بهترین بازی بریتانیایی بود که برنده بتمن: شوالیه آرکهام شد.

### فروش
تا تاریخ ۲۶ سپتامبر ۲۰۱۵، معمار زندان بیش از ۱/۲۵ میلیون نسخه فروخته که معادل بیش از ۱۹ میلیون دلار آمریکا است. در پایان ماه اوت سال ۲۰۱۶ و زمانی که نسخه نهایی ۲٫۰ معمار زندان منتشر شد، آمار بازیکنان به دو میلیون نفر رسید.